# アユム (チンパンジー)
アユム（2000年4月 - ）は、日本生まれのチンパンジーである。

## 個体
天才チンパンジーと呼ばれたアイ（京都大学）が母親、アキラが父親の息子。2000年4月24日22時49分に仮死状態で生まれるが、その後は順調に成長する。アイの友達のペンデーサも子育てに参加する。
実験によれば、アユムは1-9の数字を小さい方から選べる。コンピューター画面に1-9が一瞬出て、すぐに白い四角形で隠されても、アユムは瞬時に場所を記憶し、画面を小さい順に押さえていくことができる。この能力は他のチンパンジーも持つと、長年アイやアユムで研究している京都大学霊長類研究所所長・教授の松沢哲郎は説明する。
また、電子ピアノで決まった音を出すよう訓練した後、0.6秒-0.4秒の間隔で一定のリズムの音を聞かせる実験で、アイはリズムにぴったり合わせて鍵盤をおさえ、アユムも少し遅れ気味ながらも鍵盤を連続しておさえた。しかし、他のチンパンジーはできなかった。チンパンジーにもリズム感があると考えられている。

## 関連文献
- 松沢哲郎、2005、『アイとアユム-チンパンジーの子育てと母子関係』、講談社〈講談社プラスアルファ文庫〉 ISBN 9784062569712